# Calle Union (línea de la Cuarta Avenida)
La Calle Union (sin acento) es una estación en la línea de la Cuarta Avenida del Metro de Nueva York de la B del Brooklyn–Manhattan Transit Corporation (BMT). Localizada en la intersección con la Calle Union y la Cuarta Avenida en Brooklyn. La estación es servida en varios horarios por los trenes del servicio , ,  y 